# Evandro Luís Saraiva
Evandro Luis Saraiva (Arroio do Meio, 24 agosto 1964) è un ex cestista brasiliano.

## Carriera
Con il Brasile ha disputato i Campionati americani del 1989.